# Tiszakécske
Tiszakécske is een plaats (város) en gemeente in het Hongaarse comitaat Bács-Kiskun. Tiszakécske telt 11 662 inwoners (2007). Het stadje ligt aan de rivier de Tisza en bezit een thermaalbad. Toeristisch is de plaats vooral bekend in Duitsland. De Duitsers vormen de grootste groep toeristen.
Naast de campings en vakantiehuizen nabij de Tisza zijn de kerken in het stadje bezienswaardig.

## Geschiedenis
De plaats is ontstaan uit twee dorpen te weten Ókécske en Újkécske. in 1867 werden beide dorpen formeel elk een gemeente. Met name Újkécske ontwikkelde zich sterk door de komst van een spoorlijn met station. In 1950 werden de dorpen verenigd tot Tiszakécske. In 1986 kreeg de plaats stadsrechten. Er werd er onder andere een gymnasium opgericht. Dit leidde tot een verdere ontwikkeling die duurde tot midden jaren 90.